# Tayuva
Tayuva is een geslacht van weekdieren uit de klasse van de Gastropoda (slakken).

## Soort
- Tayuva lilacina (Gould, 1852)